# Sig Ragga
Sig Ragga est un groupe argentin de reggae, originaire de la province de Santa Fe. Le groupe est composé de Gustavo « Tavo » Cortés (chant et claviers), Ricardo « Pepo » Cortés (batterie et chœurs), Juan José « Juanjo » Casals (basse) et Nicolás Gonzalez (guitare et chœurs). Le groupe compte quatre albums studio et cinq nominations aux premios Gardel et sept nominations aux Latin Grammy Awards.

## Histoire

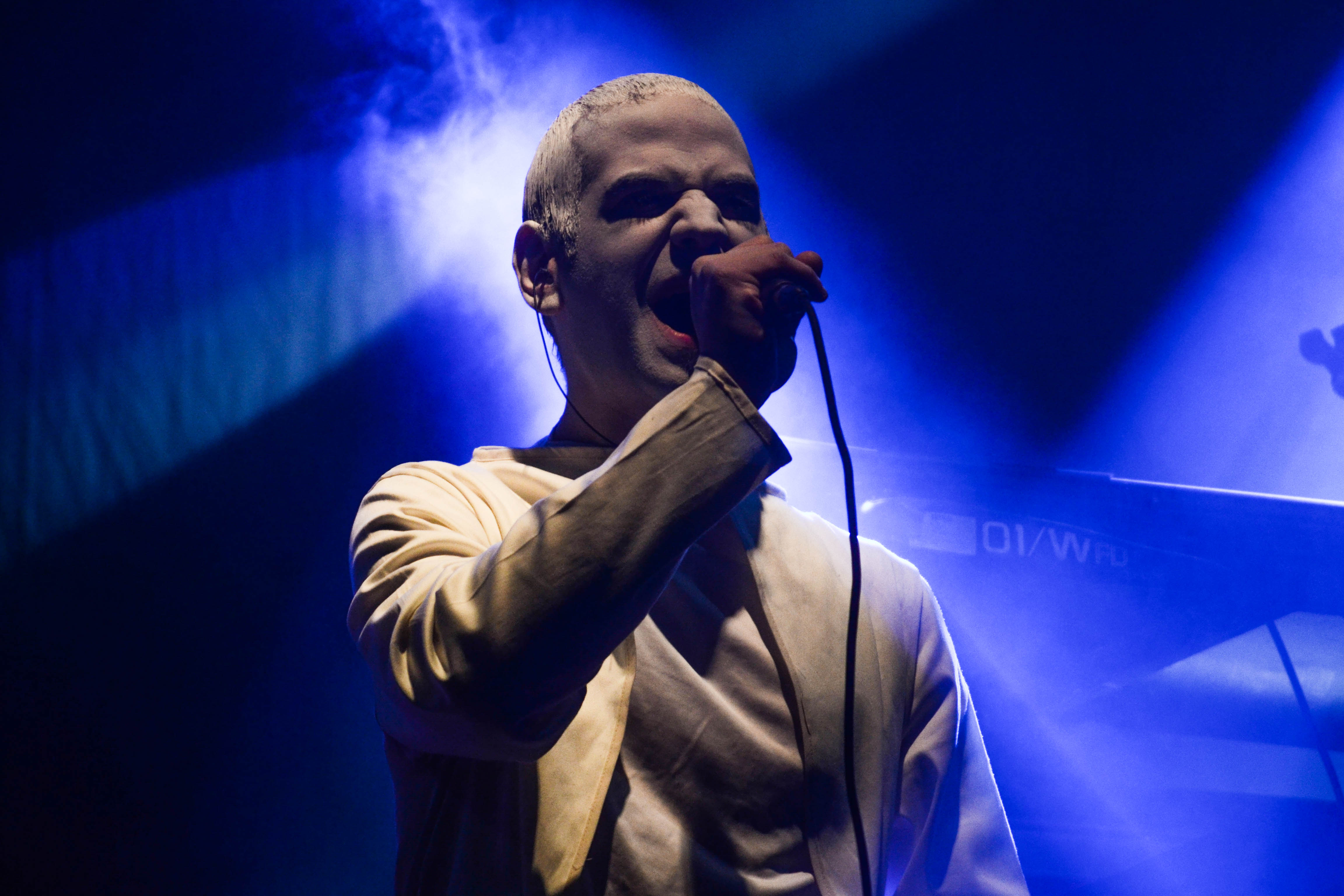
Gustavo « Tavo » Cortés.

Le groupe est formé en 1997 à Santa Fe, en Argentine. Tavo Cortés et Nicolás González commencent à jouer de la musique ensemble à l'âge de 13 ans alors qu'ils fréquentaient la même école, le frère de Tavo, Pepo Cortés, les rejoignant plus tard à la batterie. En 1998, ils enregistrent leur première démo avec les chansons Ciudad Smog, Fuga Número 13 et Filosofía, ce qui les aide à participer à plusieurs festivals de ska, se produisant avec des costumes faits maison, du maquillage et de la peinture corporelle. Le nom du groupe vient du fait qu'ils ont joué avec les noms de différentes villes d'Afrique du Sud, les mélangeant dans de nouveaux mots, cette expérimentation conduit au nom Sig Ragga Naurú, transformé plus tard en Sig Ragga.
En 2000, Juanjo Casals rejoint le groupe à la basse. La même année, ils commencent à sortir des chansons comme Guajira, Apocalipsis, Eclipse, Obra 03 et Reencarnación, puis font des sessions d'enregistrement en 2005 avec Diego Blanco, claviériste du groupe Los Pericos, en tant qu'ingénieur, ce qui conduira à l'idée d'un éventuel album. Le groupe se produit au Pepsi Music Festival en 2006, 2008 et 2009, aux côtés d'artistes et groupes de reggae tels que The Skatalites, Ziggy Marley, Los Cafres et Cultura Profética, entre autres,,.
En 2009, ils tournent leur premier clip professionnel Cuchillos avec Pato Banton au chant. La même année, ils sortent leur premier album Sig Ragga après plus de 10 ans depuis la création du groupe, l'album est produit par Diego Blanco et comprend des musiciens tels que Marcelo Blanco à la batterie et Miguel Angle Tallarita à la trompette et au bugle. En 2010, ils reçoivent leur première nomination aux Latin Grammy Awards dans la catégorie « meilleure chanson alternative » pour la chanson Resistencia indigena de leur premier album.
En 2011, le groupe réédite son premier album en y ajoutant deux versions des chansons Rock It Baby et Natty Dread de Bob Marley, les reprises font également partie de l'album hommage Tributo a Bob Marley Vol. 2, l'album regroupe plusieurs artistes et groupes de reggae comme Gondwanna, Pablo Molina, Chelo Zimbabwe and the Groove Factory et Dancing Mood, qui reprennent les chansons de Marley.
Le 18 juin 2013, ils sortent leur deuxième album Aquelarre, qui enregistré aux studios Sonic Ranch, au Texas, avec Eduardo Bergallo comme ingénieur et producteur. Lors des 14e édition des Latin Grammy Awards, ils sont nommés deux fois pour la meilleure chanson alternative, cette fois pour Pensando, une troisième nomination pour la même catégorie vient lors des 15e édition des Latin Grammy Awards pour Chaplin ainsi qu'une nomination pour le meilleur album de musique alternative pour l'album,. Toujours en 2013, le groupe participe à l'album HEMP ! Tributo Reggae Latinoamericano a The Beatles - Vol. II, un album composé de chansons des Beatles reprises par différents artistes reggae et ska. En 2015, le groupe se produit dans plusieurs festivals dont le Cosquin Rock à la scène alternative de Cosquín, Córdoba, le Ciudad Emergente à Buenos Aires, et le Taragüí Rock à Corrientes,,.
Le 16 septembre 2016, le groupe sort son troisième album studio La Promesa de Thamar, produit par Eduardo Bergallo. Le premier single de l'album Ángeles y serafines est nommé pour la meilleure chanson alternative. En 2017, le groupe est nommé pour la première fois du Gardel lors de la 19e édition des premios Carlos Gardel pour le meilleur album de rock alternatif/pop, tandis que lors de la 18e édition des Latin Grammy Awards, le groupe est nommé deux fois, d'abord du meilleur album de musique alternative pour l'album, puis de la meilleure chanson alternative pour Antonia,.
Leur quatrième album Relatos de la luna est composé de trois parties, chacune de trois chansons, les deux premières parties sortent en 2019, et l'album intégral sort le 20 mai 2020 via S-Music,. La même année, le groupe reçoit quatre nominations aux Gardel, l'album est nommé pour l'album de l'année et le meilleur album de rock alternatif tandis que Ricardo Cortés est nommé pour la meilleure conception de couverture en tant que concepteur et la meilleure vidéo musicale en tant que réalisateur de Esperando la magia.

## Influences et style musical
Le groupe est connu pour la manière dont il se produit, en utilisant souvent des éléments visuels tels que des costumes, une scénographie et des éclairages. Gustavo Cortés, le chanteur du groupe, qualifie le groupe de « collectif artistique », déclarant que « Sig Ragga a toujours été une excuse pour capturer tout ce qui nous intéressait. »
Le mélange de sons et de genres dans leur style musical est attribué par le groupe à la formation artistique de leurs parents et surtout à la grande variété de genres musicaux qu'ils écoutaient, allant de la musique classique au jazz et à la musique latino-américaine en passant par le funk et même les musiques de films. Le reggae commence à influencer le groupe à l'adolescence, lorsque le groupe commençait à prendre forme.

## Discographie
- 2009 : Sig Ragga
- 2013 : Aquelarre
- 2016 : La Promesa de Thamar
- 2020 : Relatos de la Luna
- 2022 : Fotografía

## Distinctions

### Premios Carlos Gardel
| Année | Catégorie                             | Travail nommé        | Résultat   | Réf.   |
| ----- | ------------------------------------- | -------------------- | ---------- | ------ |
| 2017  | Meilleur album de rock alternatif/pop | La Promesa de Thamar | Nomination | [ 18 ] |
| 2020  | Album de l'année                      | Relatos de la Luna   | Nomination | [ 22 ] |
| 2020  | Meilleur album de rock alternatif     | Relatos de la Luna   | Nomination | [ 22 ] |
| 2020  | Meilleure couverture                  | Relatos de la Luna   | Nomination | [ 22 ] |
| 2020  | Meilleur clip                         | Esperando la Magia   | Nomination | [ 22 ] |
| 2023  | Meilleur album de rock alternatif     | Fotografías          | Nomination | [ 25 ] |

### Latin Grammy Awards
| Année | Catégorie                             | Travail nommé        | Résultat   | Réf.   |
| ----- | ------------------------------------- | -------------------- | ---------- | ------ |
| 2010  | Meilleure chanson alternative         | Resistencia indigena | Nomination | [ 8 ]  |
| 2013  | Meilleure chanson alternative         | Pensando             | Nomination | [ 11 ] |
| 2014  | Meilleure chanson alternative         | Chaplin              | Nomination | [ 12 ] |
| 2014  | Meilleur album de musique alternative | Aquelarre            | Nomination | [ 12 ] |
| 2016  | Meilleure chanson alternative         | Ángeles y serafines  | Nomination | [ 17 ] |
| 2017  | Meilleure chanson alternative         | Antonia              | Nomination | [ 19 ] |
| 2017  | Meilleur album de musique alternative | La Promesa de Thamar | Nomination | [ 19 ] |